# Баклановский, Михаил Алексеевич
Михаил Алексеевич Баклановский (1760—1823) — генерал-майор русской императорской армии, участник войн против Наполеона.

## Биография
Родился 30 октября (10 ноября) 1760 года в семье дворян Тверской губернии — Алексея Семёновича и Елизаветы Ильиничны Баклановских, в которой было ещё 3 сына и 2 дочери.
В военную службу, по обычаю того времени, был записан в 11 лет рядовым в лейб-гвардии Измайловский полк. На действительную службу прибыл 1 января 1778 года и был произведён в прапорщики.
С производством в капитаны 1 января 1779 года, он был переведён Нашебургский пехотный полк, а с 10 декабря 1787 года служил в Тобольском пехотном полку.
В 1779—1781 годах сражался в Польше против конфедератов. В 1783 году участвовал в Крымском походе и подавлении восстания татар. В 1789—1790 годах находился в походе против шведов в Финляндии и за отличие был произведён в премьер-майоры, а в 1794 году сражался против повстанцев Костюшко.
В 1797 году получил чин подполковника; 1 июля 1798 года был назначен командиром Тобольского мушкетерского полка и 27 октября этого же года произведён в полковники. В 1799 году Тобольский полк под командованием Баклановского участвовал в десантной высадке в Голлании.
7 февраля 1800 года он был произведён в генерал-майоры и назначен шефом Украинского мушкетёрского полка, и на этой должности находился до 16 августа 1804 года, после чего был уволен в отпуск с зачислением по армии.
6 ноября 1807 года вышел в отставку по болезни и был выбран начальником земской милиции Кашинского уезда Тверской губернии. В 1807 году, во время войны в Восточной Пруссии, Баклановский командовал бригадой, составленной из батальонов земского войска Тверской губернии, и находился в Вильно, где нёс пограничную сторожевую службу.
1 января 1809 года Баклановский был выбран Тверским губернским предводителем дворянства.
В 1812 году он был назначен командовать дружиной Тверского ополчения, составленной из отрядов Кашинского, Калязинского, Кимрского и Бежецкого уездов. Эта дружина была переформирована в 1-й пеший казачий полк Тверского ополчения. Во главе этого полка Баклановский участвовал в преследовании отступающих французов. В кампании 1813 года находился при блокаде Модлина.
22 января 1814 года Тверское ополчение было распущено по домам и Баклановский вернулся домой.
Скончался 24 июля (5 августа) 1823 года, похоронен в Калязине в Троицком монастыре.

## Награды
Был награждён орденами Св. Иоанна Иерусалимского, Св. Георгия 4-й степени (за выслугу; 26 ноября 1804 года, № 1558 по кавалерскому списку Григоровича — Степанова), Св. Анны 2-й степени с алмазами и Св. Владимира 4-й степени с бантом.

## Семья
Женился на Евдокии Ивановне Жуковой (16.06.1769—02.11.1831); была похоронена с мужем.

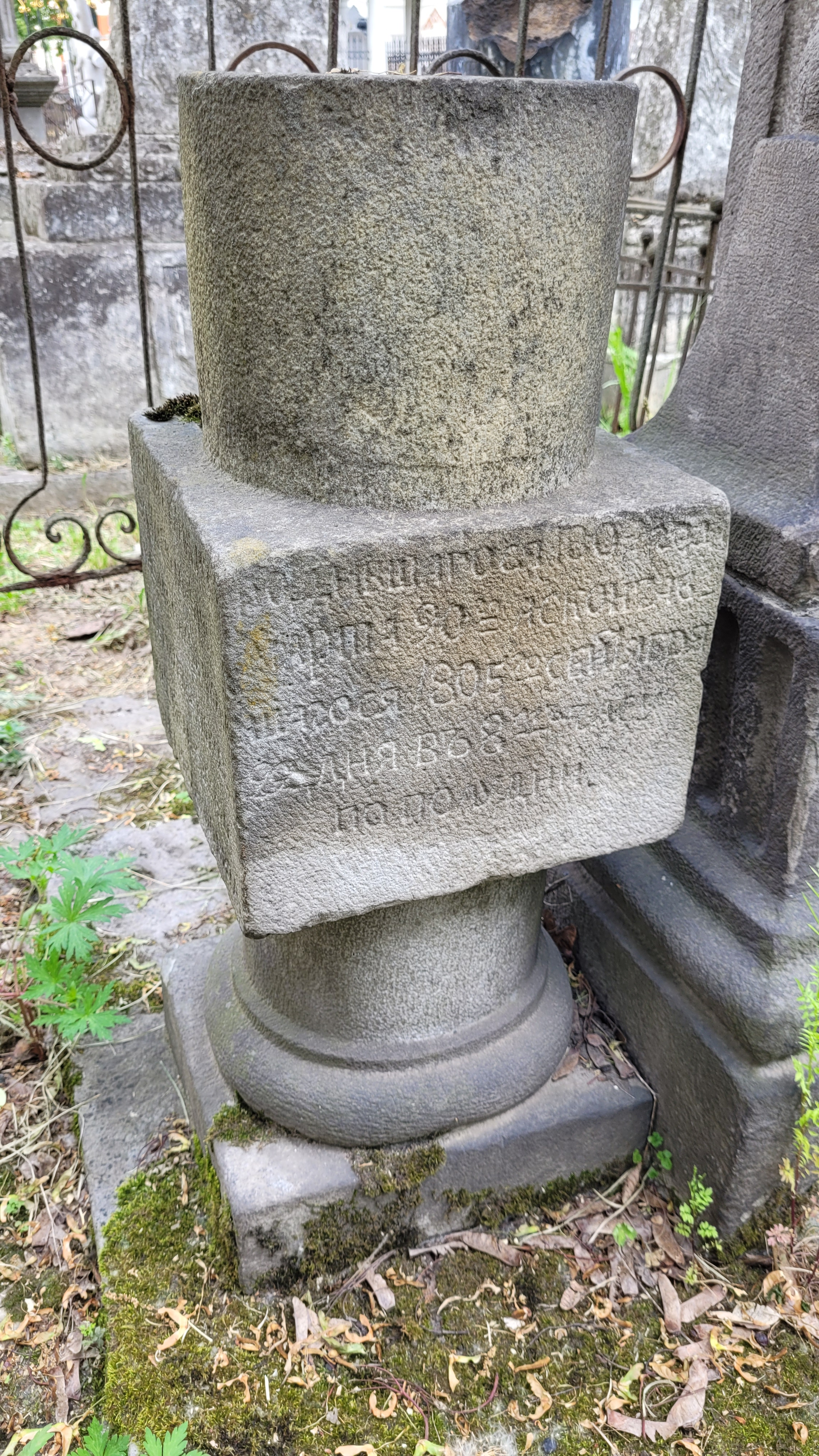
Памятник на могиле младенца Ивана Баклановского в некрополе Донского монастыря (уч.3)

Известно о рождении у них дочери Параскевы (умерла в 45 лет 23 октября 1842 года и похоронена в селе Кожино Кашинского уезда), сына Дмитрия (родился в апреле 1811 года) и сына Ивана (умер в младенчестве, захоронен в некрополе Донского монастыря, уч. 3)